# Perrottetia sessiliflora
Perrottetia sessiliflora är en tvåhjärtbladig växtart som beskrevs av Cyrus Longworth Lundell. Perrottetia sessiliflora ingår i släktet Perrottetia och familjen Dipentodontaceae. Inga underarter finns listade.